# Орден преподобного Агапіта Печерського
Орден преподобного Агапіта Печерського — це загальноцерковний орден Української Православної Церкви (Московського Патріархату). Його встановлено для відзначення лікарів та медичних працівників за відданість у справі служіння згідно з євангельським завітом.

## Статут

### Загальні положення
Орден преподобного Агапіта Печерського встановлено для нагородження лікарів та медичних працівників за відданість у справі служіння згідно з євангельським завітом.
Нагородження орденом здійснюється за благословенням Предстоятеля Української Православної Церкви.
Особі,нагородженій орденом, вручаються орден і грамота.
Нагородження вдруге,з врученням одного й того ж ордена одного й того ж ступеня,не проводиться.
Орденом нагороджуються громадяни України та іноземні громадяни.
Відзнака "Орден преподобного Агапіта Печерського" має три ступені. Найвищим ступенем ордена є І ступінь.
Нагородження орденом проводиться послідовно,починаючи з III ступеня.

### Порядок представлення до нагородження
Нагородження проводиться за поданням правлячих архієреїв на ім'я Митрополита Київського та всієї України.
Вносити пропозиції про нагородження орденом можуть також органи законодавчої,виконавчої та судової влади.
Рішення про нагородження приймається Комісією з нагороджень.

### Порядок вручення
Вручення ордена проводиться в урочистій обстановці.
Орден, як правило, вручає Предстоятель Української Православної Церкви або, за його благословенням,
єпархіальний архієрей.
Орден носять з правого боку грудей.
У випадку втрати (псування) ордена дублікат не видається.

## Вигляд
Орден І ступеня виготовляється з латуні та покривається позолотою (товщина покриття - 0,2 мк). Відзнака має
форму хреста з медальйоном у центрі, на який накладено рельєфне зображення преподобного Агапіта, покрите сріблом (товщинна покриття - 9 мк). Під зображенням - позолочений лавровий вінок, покритий зеленою емаллю. Німб преподобного прикрашено 14 стразами зеленого кольору. Сторони хреста залито емаллю зеленого кольору.
На зворотному боці - застібка для прикріплення ордена до одягу та вигравіювано номер відзнаки.
Розмір відзнаки між протилежними кінцями хреста - 82x55 мм розмір медальйона - 50x37 мм. 
Орден II ступеня такий самий, як і І ступеня, весь медальйон із зображенням преподобного Агапіта покрито сріблом і чорнінням (товщина покриття - 9 мк).
Лавровий вінок під зображенням - позолочений, без емалі. 
Сторони хреста залито емаллю зеленого кольору.
Орден III ступеня такий самий, як і II ступеня, але вкритий сріблом без чорніння (товщина покриття - 9 мк) та не має вінка.

### Сайти
- Нагороди та титули Української Православної Церкви 2009